# Denis Brodeur
Joseph Germain Stanislaus Denis Brodeur (* 12. Oktober 1930 in Montreal, Québec; † 26. September 2013) war ein kanadischer Sportfotograf und Eishockeytorwart, der 1956 die olympische Bronzemedaille gewann.

## Lebenslauf
Denis Brodeur wuchs im französischsprachigen Teil Kanadas auf und galt in jungen Jahren als talentierter Eishockeytorhüter, sodass er im Sommer 1955 am Trainingslager der Cleveland Barons aus der American Hockey League teilnahm und daraufhin das Angebot für einen Profivertrag erhielt. Er schlug die Offerte jedoch aus, da er nicht am olympischen Eishockeyturnier 1956 hätte teilnehmen dürfen, von dem professionelle Spieler ausgeschlossen waren.
Ende Januar 1956 trat Denis Brodeur mit der kanadischen Nationalmannschaft bei den Olympischen Winterspielen im italienischen Wintersportort Cortina d’Ampezzo an. Nach einer souveränen Vorrunde ohne Niederlage und nur einem Gegentor zog Kanada in die Finalrunde ein, wo sie schließlich die Bronzemedaille gewannen.
In der Folge spielte Brodeur weiterhin Eishockey, unter anderem in der Eastern Hockey League, widmete sich aber verstärkt der Fotografie und etablierte sich als einer der führenden Sportfotografen in Kanada. So wurde er langjähriger Mannschaftsfotograf der Montréal Expos aus der Baseballliga MLB sowie der Eishockeymannschaft Montréal Canadiens aus der NHL. Zudem erschienen Bücher, an denen er als Autor, Illustrator und Fotograf mitwirkte.
Im Jahr 2006 verkaufte er seine über 110.000 Fotos umfassende Sammlung an die Eishockeyliga NHL.

## Familie
Denis Brodeur wurde Vater zweier Söhne, Denis jr. und Martin. Martin Brodeur war ebenfalls Eishockeytorhüter.

## Veröffentlichungen
- Daniel Daignault und Denis Brodeur: Goalies: Guardians of the Net. Key Porter Books Ltd, 1996, ISBN 978-1-55013-745-3.
- Martin Brodeur, Damien Cox und Denis Brodeur: Brodeur: Beyond the Crease. Wiley, 2007, ISBN 978-0-470-15302-4.